# Anton Lippe

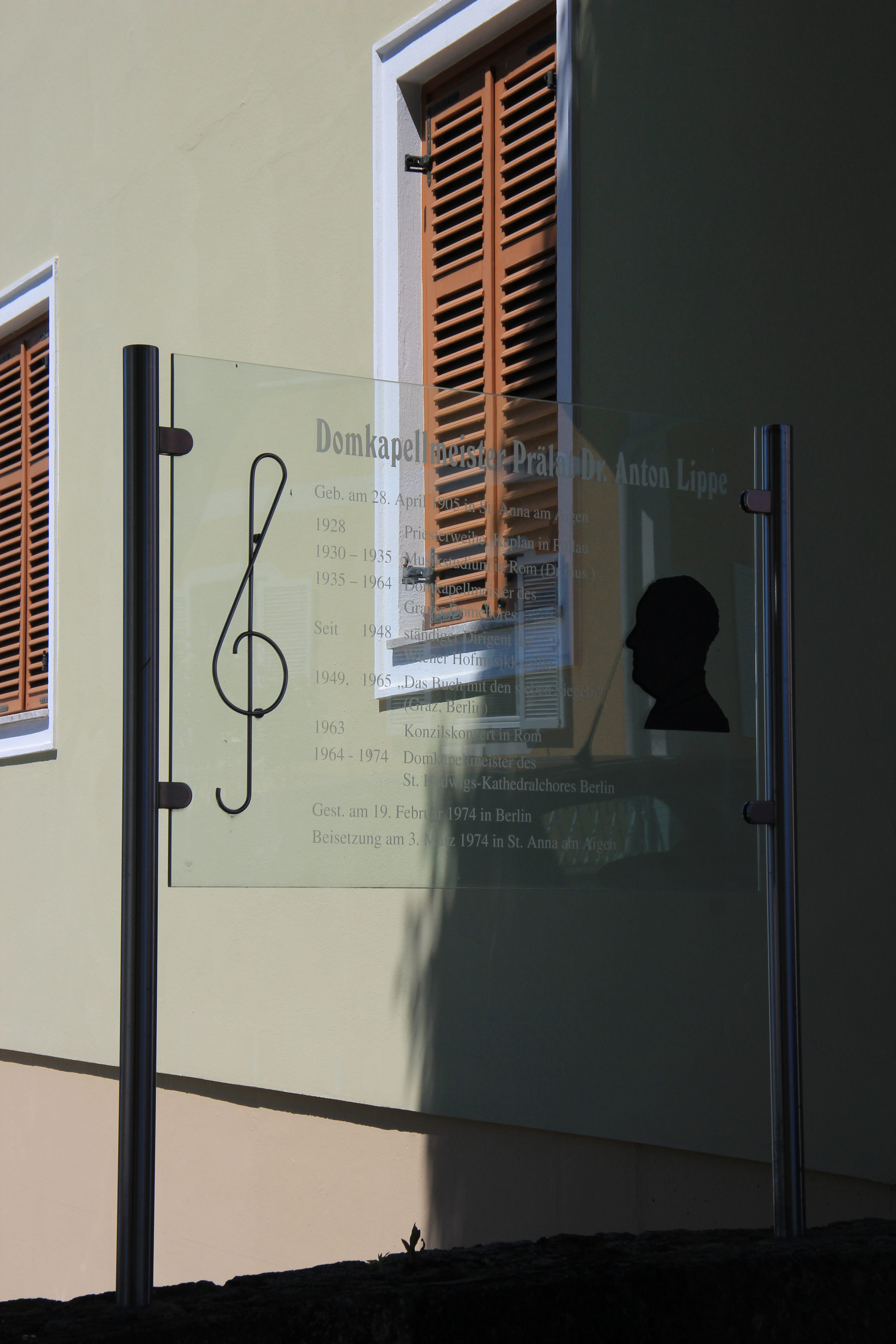
Gedenktafel an Anton Lippe in seinem Geburtsort

Anton Lippe (* 28. April 1905 in Sankt Anna am Aigen; † 19. Februar 1974 in Berlin) war ein katholischer Priester, Prälat und Domkapellmeister.

## Leben
Als Sohn einer oststeirischen Kaufmannsfamilie geboren und in einer ländlichen Umgebung aufgewachsen, besuchte Anton Lippe in Graz das Bischöfliche Gymnasium und legte dort auch die Matura ab. Anschließend studierte er an der Universität Graz Katholische Theologie. Seit 1926 war er Mitglied der katholischen Studentenverbindung KÖStV Traungau Graz. Nach seinem Studienabschluss empfing er 1928 die Priesterweihe und wirkte anschließend in Pöllau als Kaplan.
Lippe leitete ab 1935 den Grazer Domchor, den er auf international beachtetes Niveau führte. 1963 sprang er für ein Konzilskonzert vor Papst Paul VI. für den überraschend verstorbenen Domkapellmeister Theodor Rehmann,  Leiter des Aachener Domchores ein. Im Jahr 1964 wurde er als Kapellmeister des Chores der St. Hedwigs-Kathedrale in Berlin berufen. 
Lippe, der in Berlin starb, wurde in seinem Geburtsort beigesetzt.